# Château de Foix
Ne doit pas être confondu avec Château de Foix (Roquefort).
Le château de Foix est un château fort du XIIe siècle dont l'origine semble remonter au Xe siècle, il fut remanié à plusieurs reprises et très restauré au XIXe siècle. Il se dresse sur une plate-forme rocheuse dominant la ville de Foix dans le département de l'Ariège en région Occitanie.
Le château, qui abrite le musée départemental de l'Ariège, est classé monument historique depuis 1840.

## Localisation
Le site du château fut choisi par les premiers seigneurs régnant sur le pays car il permettait de commander les accès à la haute vallée de l’Ariège et de surveiller de ce point stratégique le bas pays tout en se protégeant derrière de solides murailles.

## Historique

### Le château aux alentours de l’an mil
Le château est mentionné pour la première fois dans une charte au début du XIe siècle. Il a probablement été construit à la fin du siècle précédent. En 1002, il figure dans le testament de Roger Ier de Carcassonne, comte de Carcassonne qui lègue la forteresse à son fils cadet Bernard. Ce dernier est le premier seigneur à porter le titre de comte de Foix vers 1012. Ce premier château féodal était classiquement constitué d’une unique tour dont on retrouve les bases dans celles de l’Arget et qui était construite à l’endroit naturellement le plus élevé de l’éperon rocheux. Une enceinte protégeait le haut du rocher, en épousant au plus près le bord des falaises et qui ne faisait guère que la rehausser. Ce monument permit aux comtes d’asseoir leur autorité et de consolider leur implantation dans la région.
En 1034, le château devient chef-lieu du comté de Foix et joue un rôle déterminant dans l’histoire militaire médiévale. Durant les deux siècles suivants, le château abrite des comtes aux personnalités brillantes qui furent l’âme de la résistance occitane. Si la présences de cathares est attestée dans le comté, pendant la croisade des Albigeois, le château de Foix ne fut jamais un refuge pour les hérétiques, les comtes s'efforçant de garder leur indépendance.

### Le château auXIIIesiècle
Au XIIIe siècle, le château dut subir les attaques des croisés lors de la croisade contre les Albigeois (1208-1249). En 1211, le chef des croisés Simon de Montfort met le siège devant Toulouse mais ne parvient pas à prendre la ville. Il décide donc de ravager le comté de Foix voisin et allié de la maison Toulousaine. Mais les croisés ne pénètrent que peu dans le comté de Foix. Ils installent leur quartier d’hiver à Pamiers et opèrent quelques razzias jusqu'à Foix. En 1212, des opérations de faibles envergures touchèrent les faubourgs de Foix mais le château ne fut pas inquiété. En 1214 le château est remis au légat du pape en gage de soumission et ouvert à Simon de Montfort. Le comte de Foix n'en reprend possession qu'en 1218.
Le comté de Foix fut relativement épargné par la croisade dont l’issue fut fatale pour les comtes de Toulouse. Le traité de Meaux-Paris en 1229 amputa le comté de Foix sur sa frange Est, en isolant la seigneurie de Mirepoix et en occupant des positions éparses ; le château sera alors occupé pendant cinq ans par le roi de France. En 1241, Roger IV devint comte de Foix à la mort de son père. Sentant que la situation devenait défavorable, en 1242, il refusa pour la première fois depuis le début de la croisade son soutien militaire au comte de Toulouse, précipitant ainsi l'échec de sa dernière révolte. Roger IV se tint éloigné de l'affaire de Montségur. En 1272, le comte de Foix s'oppose une dernière fois à l'empiétement de son comté par la couronne de France. Il fait renforcer la garnison du château, augmenter la défense des portes et garnir les remparts de machines de guerre. Philippe le Hardi souhaitant alors imposer son autorité en Languedoc rassemble une nombreuse armée composée de gens venus de Normandie, Orléanais, Vermandois, des duchés de Bretagne et de Bourgogne, des comtés de Blois, de Boulogne, de Dreux, de Flandre et de Ponthieu. Le comte devant une telle armée fait alors sa soumission au roi ; fait prisonnier il est conduit à Carcassonne. Le château ainsi que le comté sont mis sous séquestre et ne seront évacués qu'en 1285. Le château est restauré dans la première moitié du XIVe siècle et redevient une résidence comtale, rôle qu'il conserve jusque dans la première moitié du XVe siècle.

### Le château au XIVe siècle
Gaston Fébus, comte de Foix très puissant de 1343 à 1391, gagna à Launac en 1362 une importante bataille contre la maison rivale d’Armagnac qui lui disputait son héritage de Béarn. Beaucoup de grands seigneurs du Sud-Ouest furent faits prisonniers par les Fuxéens au cours de la bataille et Fébus les fit enfermer au château de Foix en attendant que leurs familles et leurs proches puissent acquitter les rançons qui permettraient de les libérer. Ainsi, les comtes d'Armagnac et de Comminges, les seigneurs d’Albret, Jean de la Barte, les seigneurs de Pardalha furent enfermés quelques mois dans les prisons du château de Foix avant d’être transférés vers Pamiers puis vers Mazères pour assouplir leur détention. C’est sans doute avec l’argent des rançons que Fébus réalisa de nombreux travaux et aménagements dans les châteaux qu’il possédait dont celui de Foix.
Pourtant malgré ses aménagements, les comtes de Foix devenus vicomtes de Béarn, de Marsan et de Gavardan et qui vivent à Orthez, délaissent de plus en plus le château lorsqu'ils viennent séjourner dans le pays de Foix, au profit du château de Mazères et du palais des gouverneurs, l'ancien tribunal, situé en contrebas.

### Le château-caserne: garnisons et gouverneurs duXVeauXVIIIesiècle
À cette époque, le château de Foix n’est pas abandonné pour autant, ce qui le protégea de la possibilité de s’en servir comme carrière de pierre par les habitants de la ville et donc le protégea de la ruine.

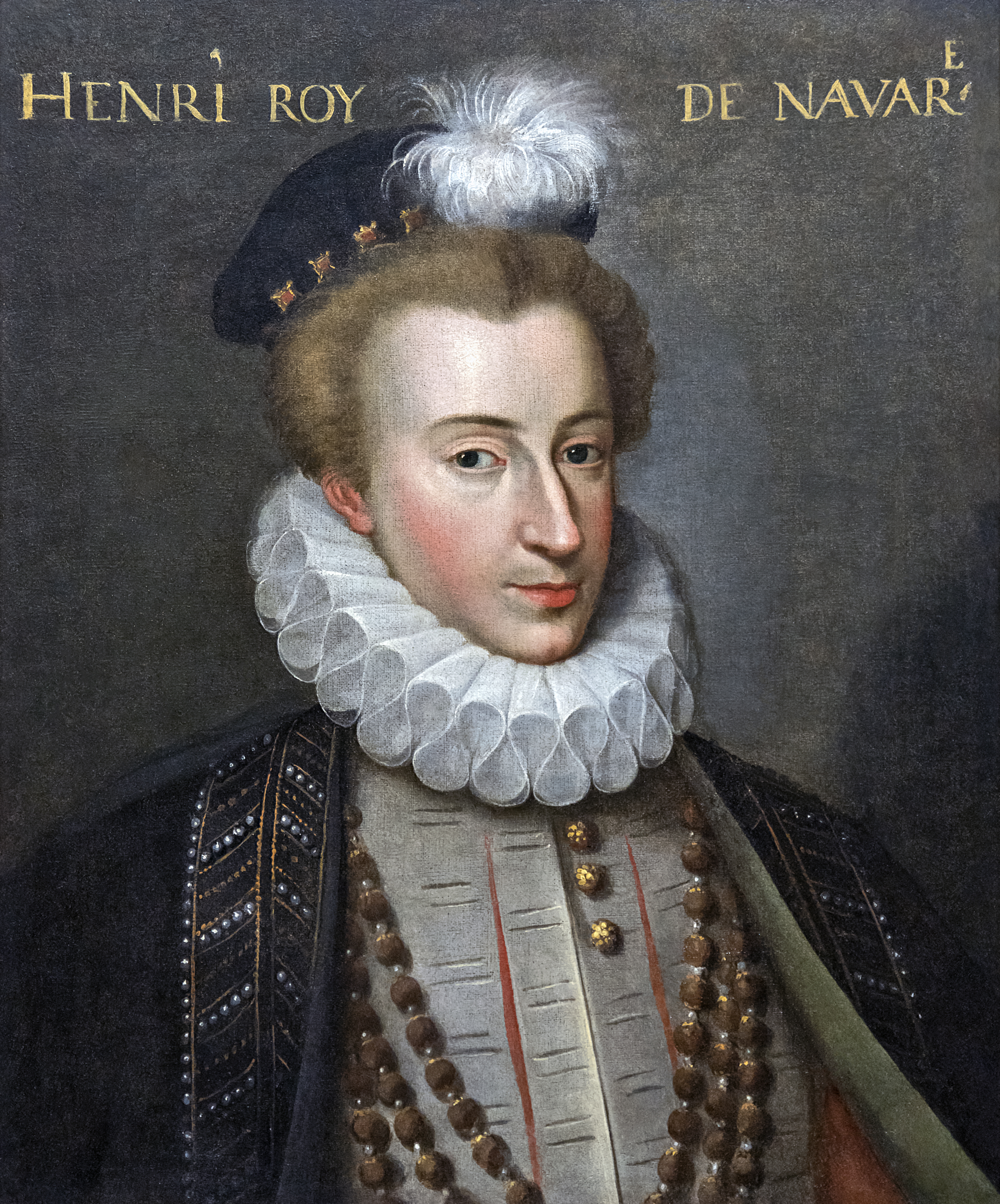
, roi de Navarre, dernier comte de Foix.

Au milieu du XVe siècle, la tour ronde ou une partie de celle-ci servait de dépôt pour les archives comtales. Le château fut très vite transformé en caserne et livré à lui-même, ce qui accéléra sa dégradation. En 1570, il y avait huit hommes en garnison dans le château, ce qui peut paraître faible mais aisément compréhensible en l’absence de conflits. Seule la chapelle fut entretenue de façon régulière. Les abords du rocher déjà embroussaillés servaient aux habitants pour faire paître les troupeaux et étendre leurs draps. Le château avait alors piètre allure.
À partir de 1479, le comte de Foix devient roi de Navarre et le dernier d’entre eux, devenu Henri IV, roi de France en 1607, annexe ses terres pyrénéennes à la France. Siège du gouverneur du pays de Foix depuis le XVe siècle, le château continue à assurer la défense du pays, notamment pendant les guerres de Religion.
Après l'ordre de rasement de Richelieu (1632-1638), le château faillit être démoli mais la décision ne fut jamais appliquée. À cette époque, nombre de châteaux furent rasés car il était trop coûteux de les garder et ces bâtiments pouvaient se révéler dangereux si on ne les contrôlait pas. C’est ce qui va arriver à une dizaine de châteaux dans la vallée de l’Ariège ; dont ceux de Pamiers et de Mazères.
En 1635 commença, dans le cadre de la guerre de Trente Ans, une guerre contre l’Espagne qui aboutit en 1659 au traité des Pyrénées et on retrouva une utilité au château de Foix proche de la frontière tout en oubliant l'ordre de démolition. L’ouvrage fortifié demeura ainsi qu'une garnison jusqu’à ce qu’au milieu du XVIIe siècle on commence à y installer plus ou moins régulièrement des prisonniers.

### Le château transformé en prison au XIXe siècle

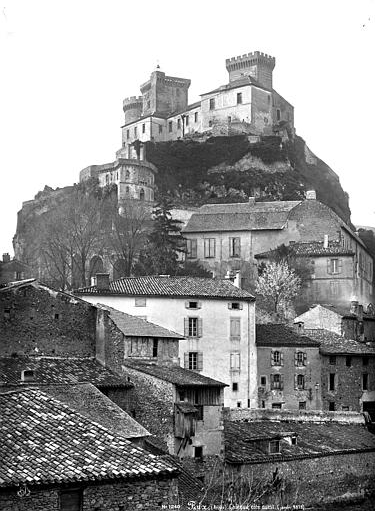
Le château de Foix en 1879 photographié par Séraphin-Médéric Mieusement.

En réalité, le château avait déjà servi de prison au Moyen Âge car les comtes de Foix étaient hauts justiciers. Mais un espace réduit était à cette époque dévolu à cette fonction. À partir du XVIIIe siècle et surtout au début du XIXe siècle, le château et ses tours furent entièrement transformés en prison. À la Révolution, lors de la création du département de l’Ariège, le pénitencier devint départemental. La prison rassembla alors des personnes qui étaient accusées ou prévenues, en attente de jugement et celles qui étaient condamnées à de courtes peines. L’origine des prisonniers est très disparate : mendiants, bandits de grands chemins, hommes emprisonnés pour délits forestiers.
La fonction de prison conduisit à de nombreuses modifications architecturales du château. Des grilles furent posées sur les ouvertures, des portes de cellules solides furent installées avec des serrures efficaces. On construisit de nouveaux bâtiments sur les terrasses Est pour y abriter l’administration pénitentiaire. Les prisonniers gravèrent des graffitis sur les murs de leurs cellules et on peut encore les observer dans les différentes salles de la tour ronde qui servaient de cachots. Les conditions de détention étaient effroyables. De plus, la prison souffrit chroniquement d’une surpopulation et du manque d'espace. Au début du XIXe siècle, les détenus étaient une petite centaine, leur nombre atteint presque 200 en 1859 et le faible nombre de salles ne permettait pas de les séparer selon les crimes et délits commis comme la loi l’imposait. On finit donc par construire une prison moderne dans la ville de Foix et l'on déplaça les prisonniers, créant en 1864 et pour une courte durée un dépôt de mendicité sur le site.

### La restauration du château à la fin du XIXe siècle
À partir du milieu du XIXe siècle, on connut en Europe un regain d’intérêt pour le Moyen Âge et le patrimoine historique. Le château fut alors classé monument historique, en 1840, puis restauré sous la direction de Paul Boeswillwald ancien collaborateur de Viollet-le-Duc lors de la restauration de la cité de Carcassonne. Les restaurateurs tentèrent de revenir au monument médiéval ou plutôt à la conception qu’ils en avaient. Le château qui s’offre à nos yeux aujourd’hui est le fruit de cette restauration.
Philatélie
En 1958, la poste émet un timbre postal de 15 F, outremer, gris, brun et vert.

## Description

### Les donjons quadrangulaires
À partir du premier donjon carré du XIIe siècle dressé sur la pointe nord-ouest, on perfectionna le bâtiment. Le premier sceau comtal connu, celui de Raymond Roger (1188-1223), comte de Foix au début du XIIIe siècle, comporte sur une de ses faces un dessin très symbolique du château de Foix. Il comportait un deuxième donjon carré habitable du XIIIe siècle sommé d'une plate-forme et remaniée au XIVe siècle, actuelle tour du milieu, et un grand bâtiment qui reliait ces deux tours. Ce bâtiment semble avoir possédé au moins deux étages et fut certainement très différent de ce qui subsiste aujourd’hui. Il pourrait avoir servi de salle seigneuriale : lieu de réception et centre décisionnel du comté. La tour carrée est nommée dans les actes médiévaux « tour neuve », ce qui prouve sa construction après celle de l’Arget. Cet ensemble est compris dans une enceinte sur laquelle est dressé une tour circulaire du début du XVe siècle, dominant au nord l’accès au château. Une barbacane précède des braies.

### Les enceintes
Deux actes du XIIIe siècle nous renseignent sommairement sur le nombre d’enceintes et l’occupation des abords du château et des terrasses en contrebas des tours. Les comtes de Foix possédaient une maison située dans la montée, près de l’actuel tribunal, qui s’effectuait sensiblement suivant le même chemin qu’aujourd'hui. On accédait au château par deux portes. Le château était protégé par deux enceintes et comptait également dans ses murs une chapelle et plusieurs citernes. Notons qu’au XIIIe siècle, les deux tours du château n’avaient pas de toitures. À cette époque, le château formait une résidence spacieuse pour le comte, sa famille, ses proches et ses hommes de guerre. Les fenêtres sont élargies, les sols carrelés de terres cuites ornées de motifs. À la fin du XIIIe siècle ou au début du XIVe siècle, on rehausse la tour de l'Arget et on la double par l'extérieur ; un passage ménagé dans l'épaisseur donne alors accès au chemin de ronde de la seconde enceinte.

### Barbacane et châtelets
La fin du Moyen Âge fut un temps d’aménagements importants et encore visibles. La tour de l'Arget est couverte en ardoise et on l'entoure d’une chemise probablement à l’époque du conflit entre Roger Bernard III et les rois de France et d’Aragon. On perfectionne la tour du milieu, voûtant les plafonds peut-être au début du XIVe siècle comme semble le suggérer le sceau d’Aliénor de Comminges, femme de Gaston II (1315-1343), comte de Foix et mère de Gaston Fébus, placé sur la clé de voûte du premier étage, on perce les fenêtres. On ajouta aussi une barbacane et des châtelets sur l’accès donnant sur l’extérieur de la ville, du côté de la route de Saint-Girons. Le premier châtelet commandait deux échauguettes surveillant la montée. Le châtelet supérieur renforçait une barbacane et la défense des lices, première plateforme intérieure du château. Ces nouvelles constructions alliaient la pierre calcaire du rocher et la brique qui réapparaît au XIVe siècle dans les constructions militaires de la région. Les deux donjons furent dotés d'un crénelage.

### La tour circulaire duXVesiècle
Mais surtout, on construisit une troisième et dernière tour durant la première moitié du XVe siècle. Cette tour circulaire fut d'emblée conçue comme un bâtiment voué à la résidence plus qu'à la défense : porte au rez-de-chaussée alors que les tours de défense ne connaissent aucune ouverture avant le premier étage, fenêtres largement ouvertes, cheminées et conduits indépendants sur quatre étages, latrines avec conduit d'évacuation, plafonds voûtés. La tour fut un travail d’architecture complexe et coûteux qui fut commencé dès le règne de Gaston Fébus.
La tour circulaire, divisée en cinq étages voûtés, mesure 34 mètres de haut et ses murs atteignent 4 mètres d'épaisseur. Pour être plus facilement aménagées, les salles sont de plan hexagonal et s’affranchissent de la forme ronde de l’extérieur de la tour. Pour en faire un bâtiment somptueux, on utilisa même des pierres taillées dans une carrière de grès à quelques kilomètres de Foix alors qu’il était plutôt d’usage dans la région de tailler directement les rochers où étaient bâtis les châteaux. Le grès peut être ouvragé beaucoup plus finement que le calcaire du rocher de Foix, il peut même être scié très régulièrement. Au rez-de-chaussée de la tour se trouvait la chapelle.

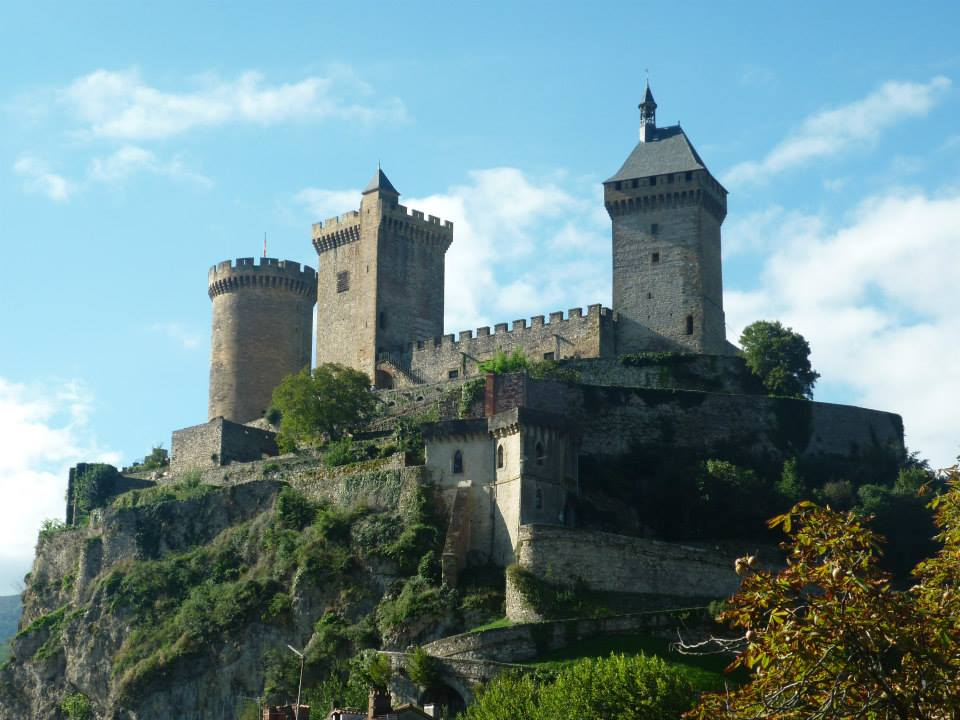
Vue nord-est.
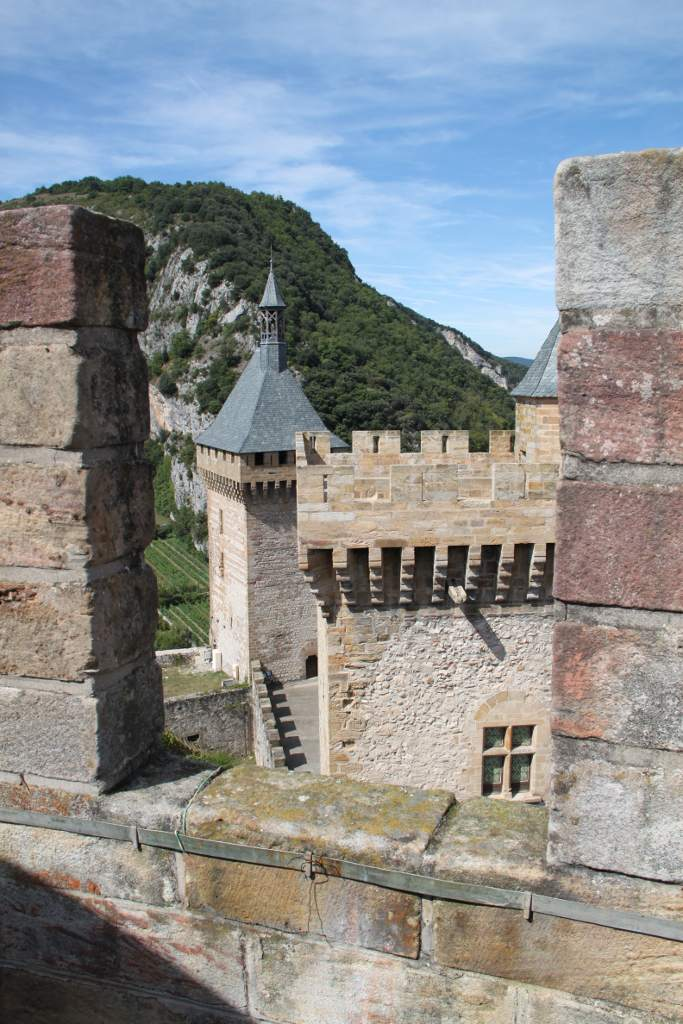
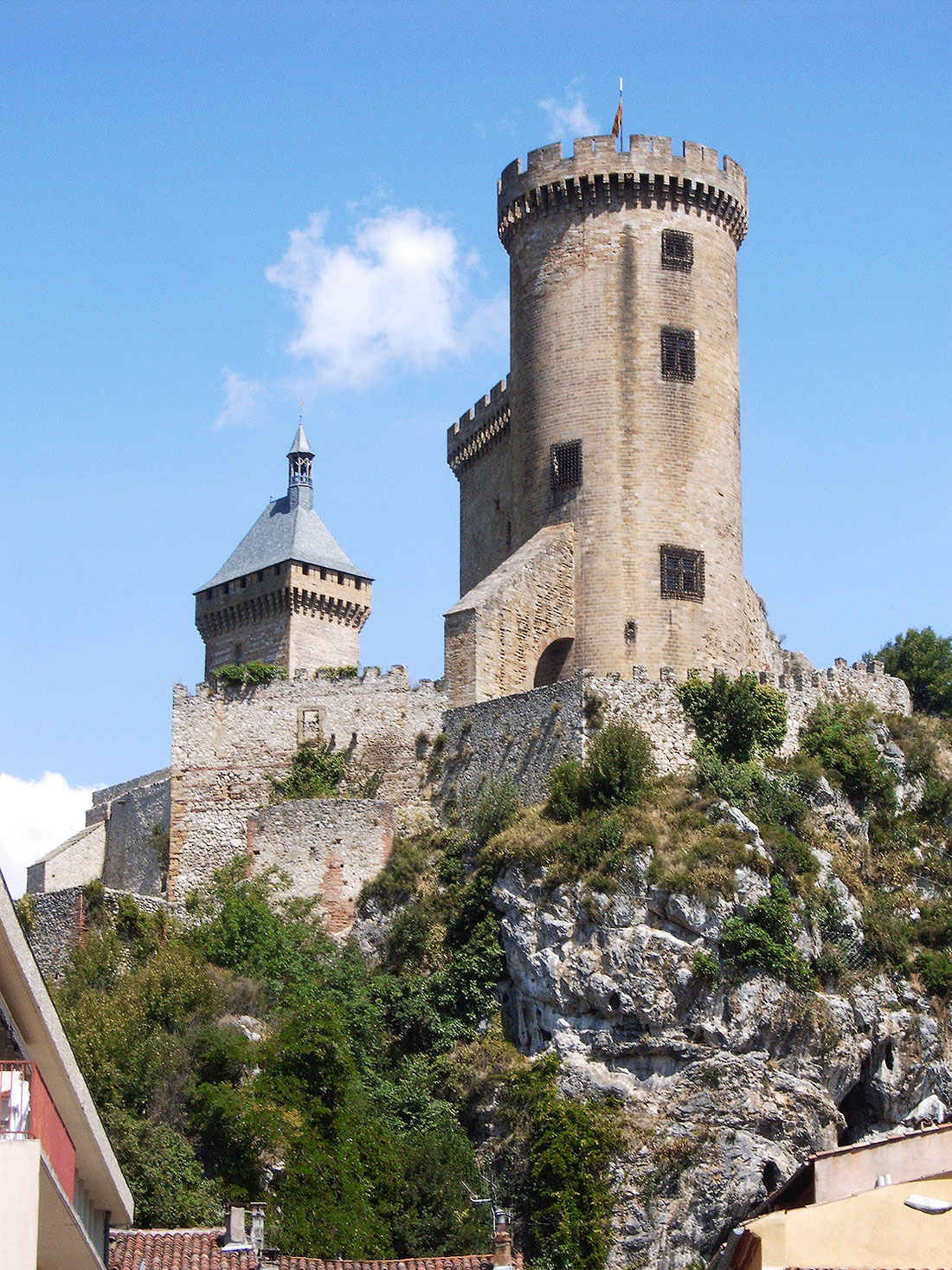
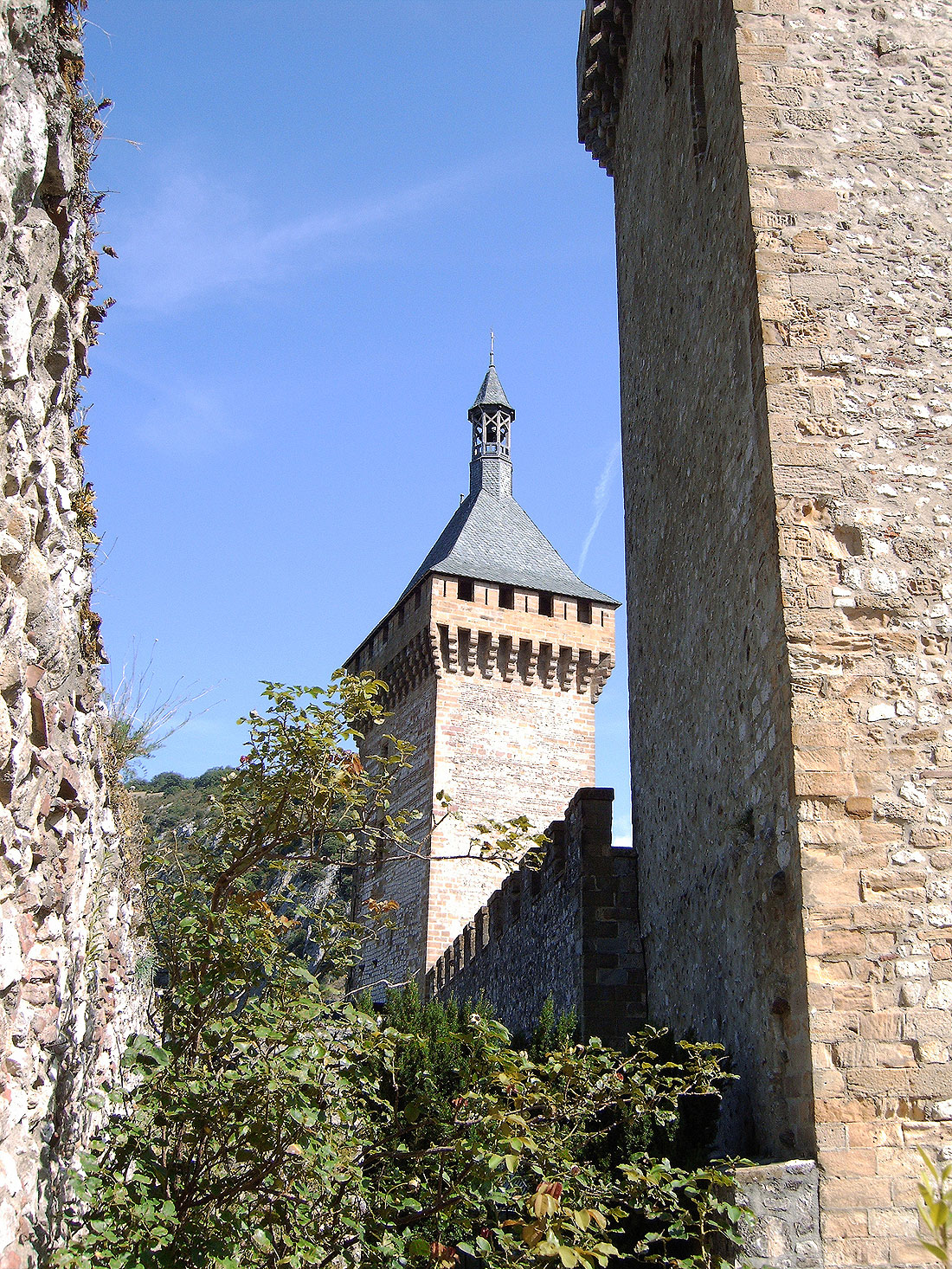
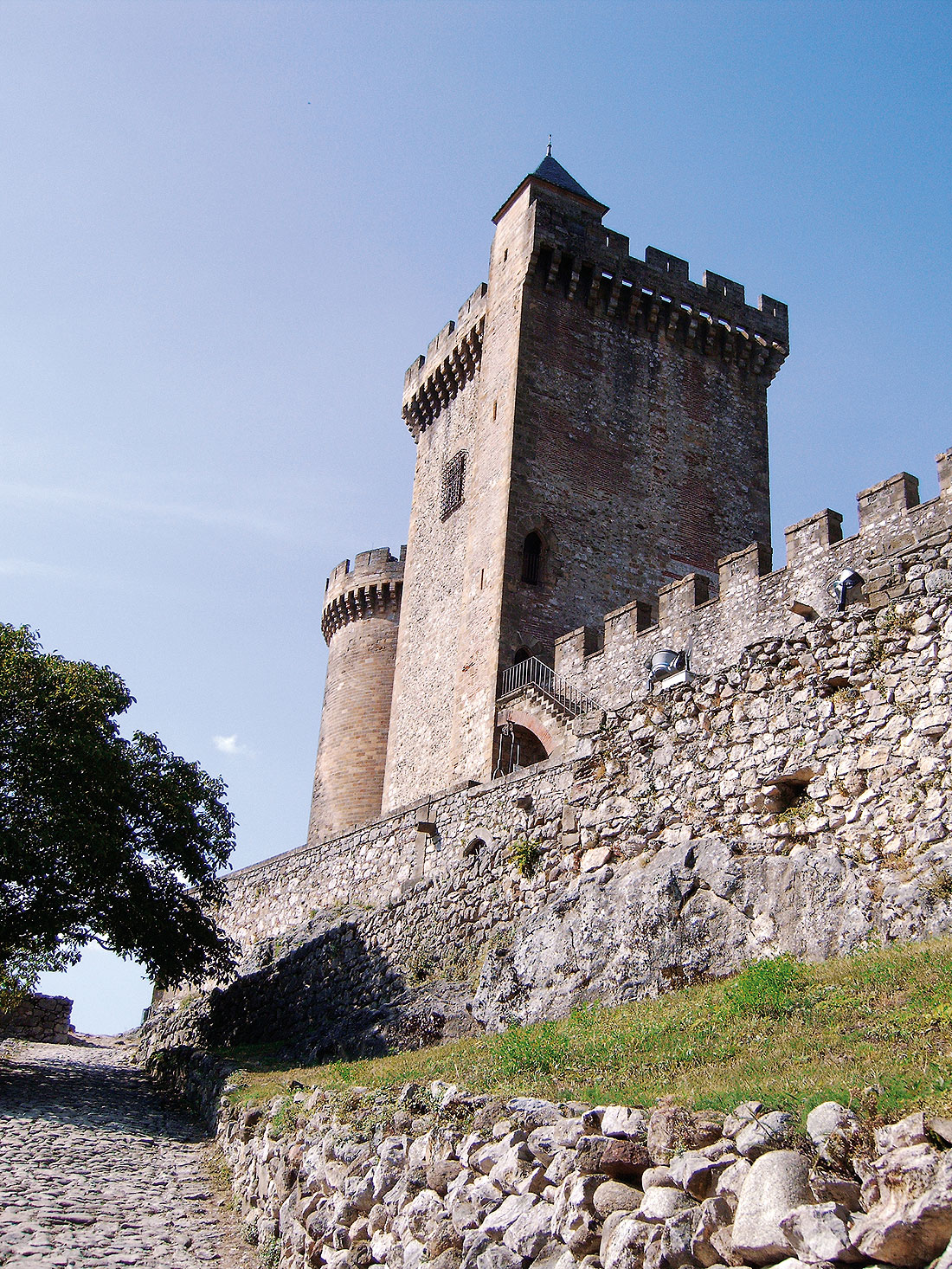
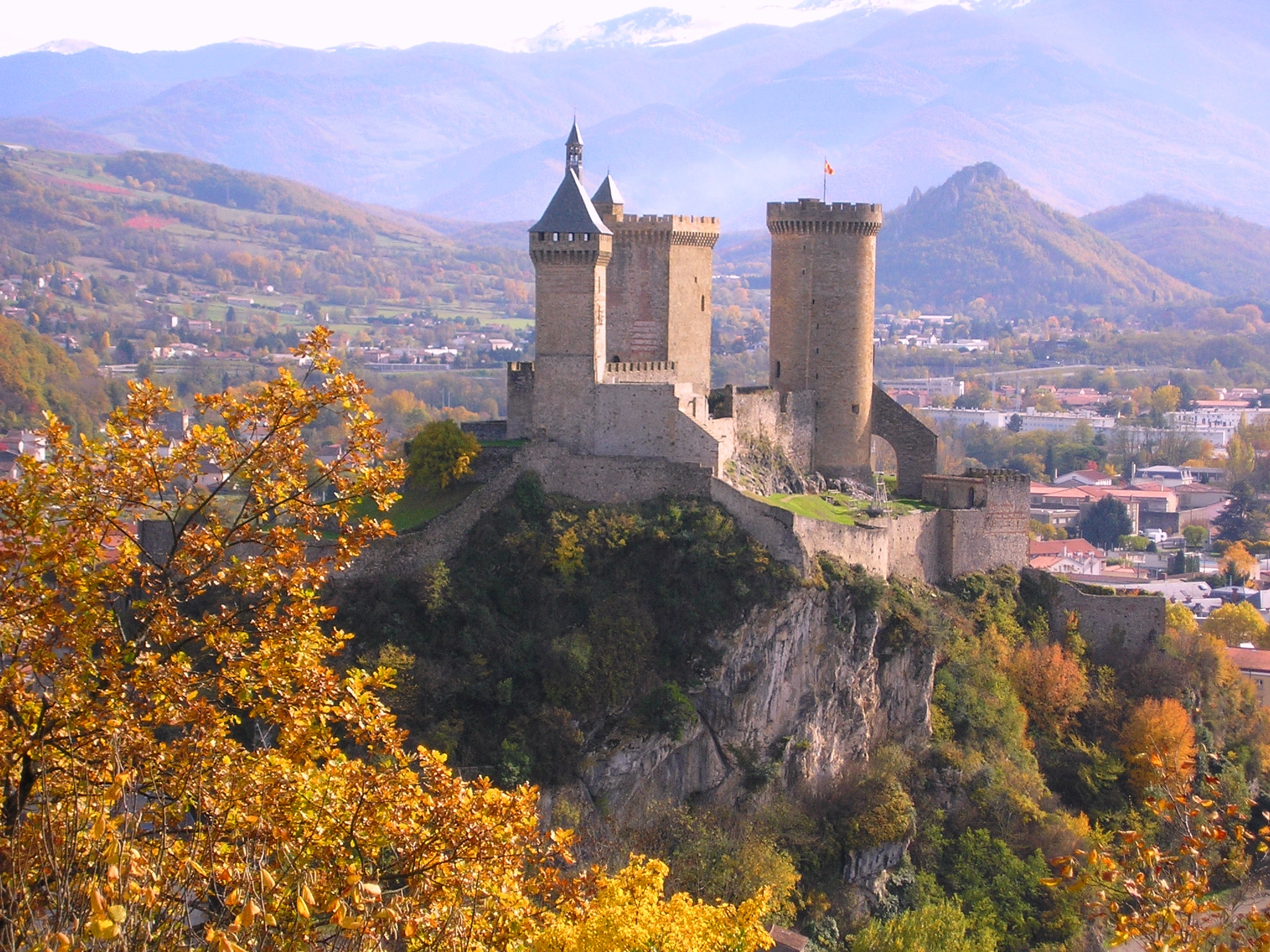
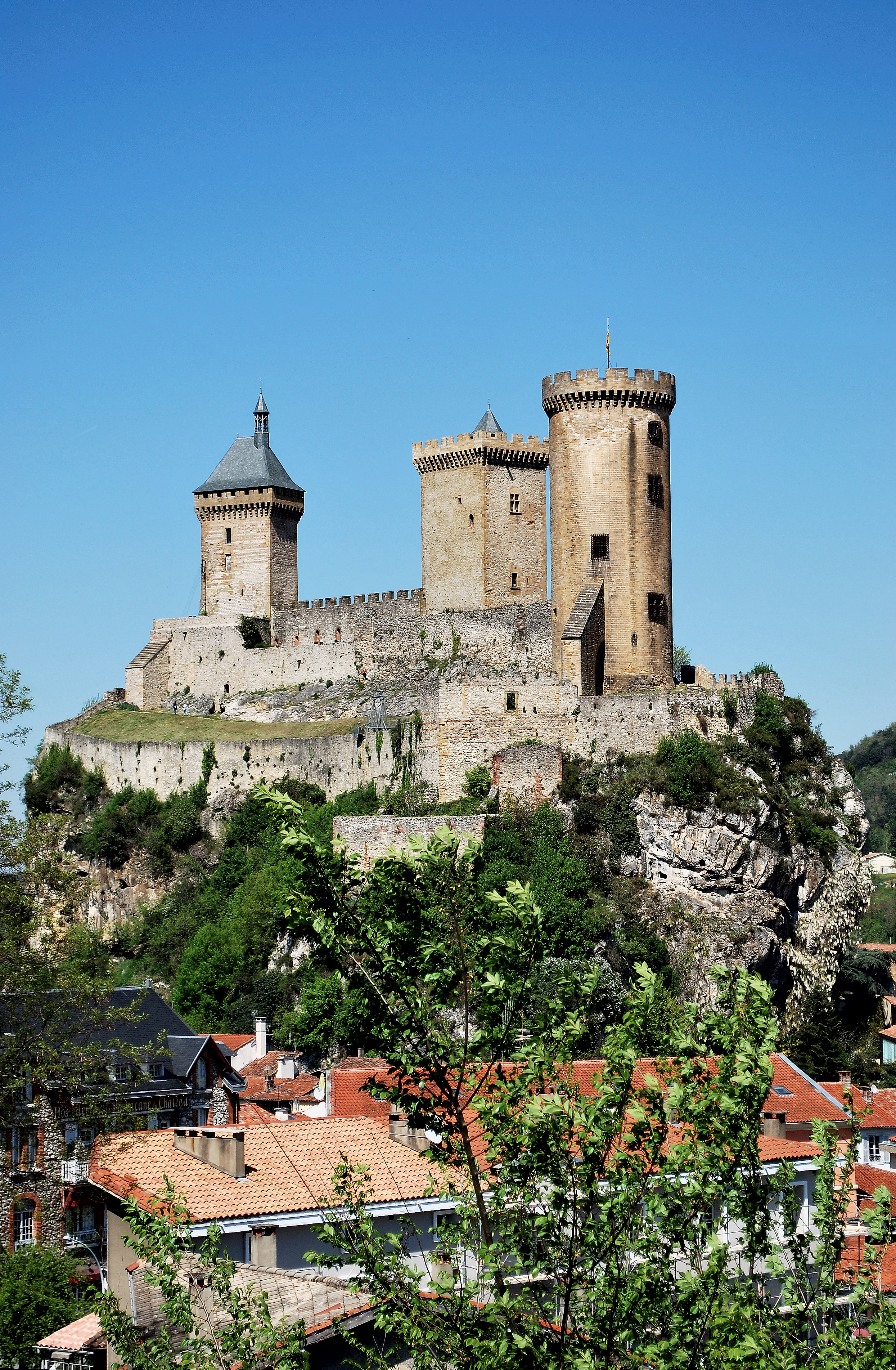
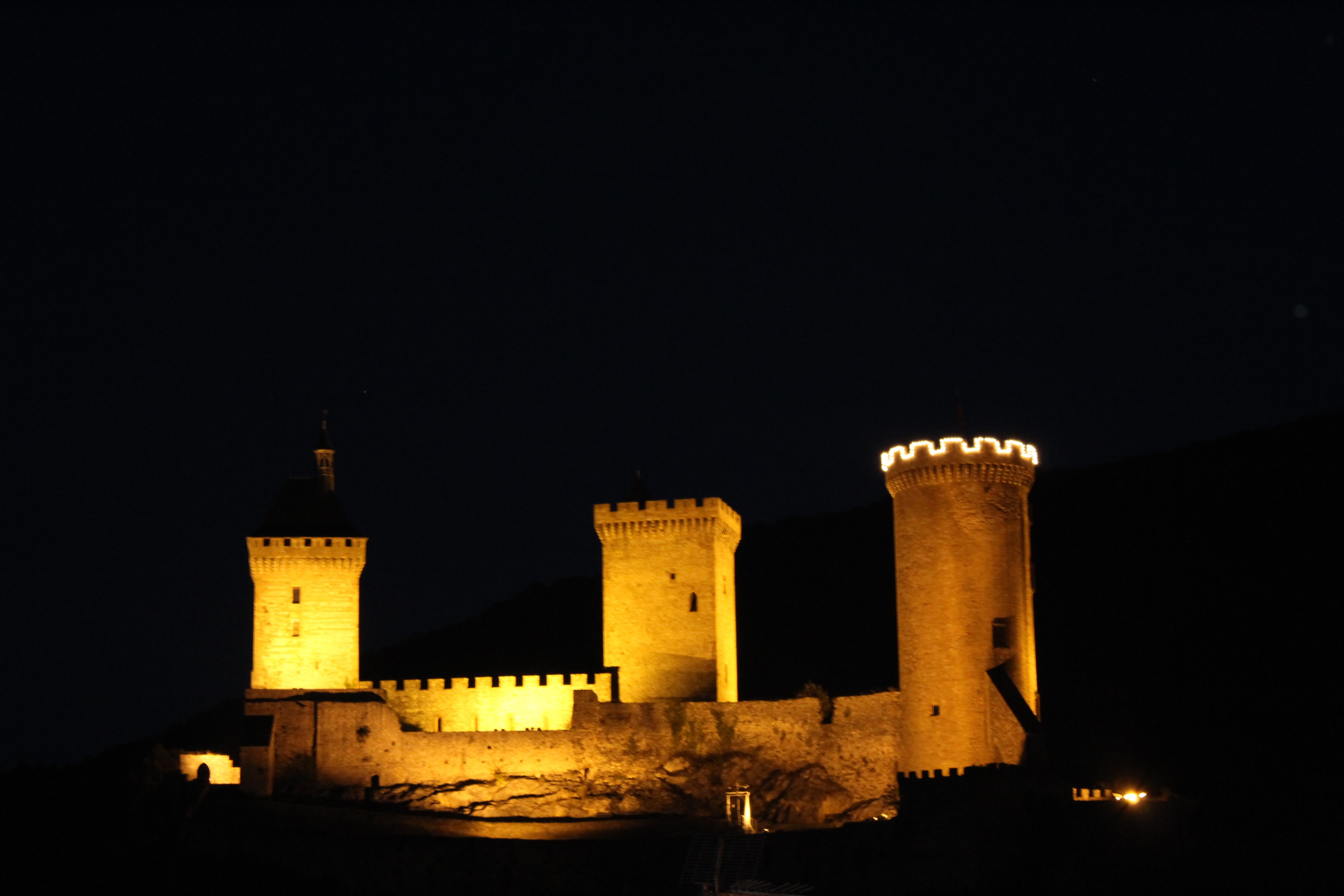
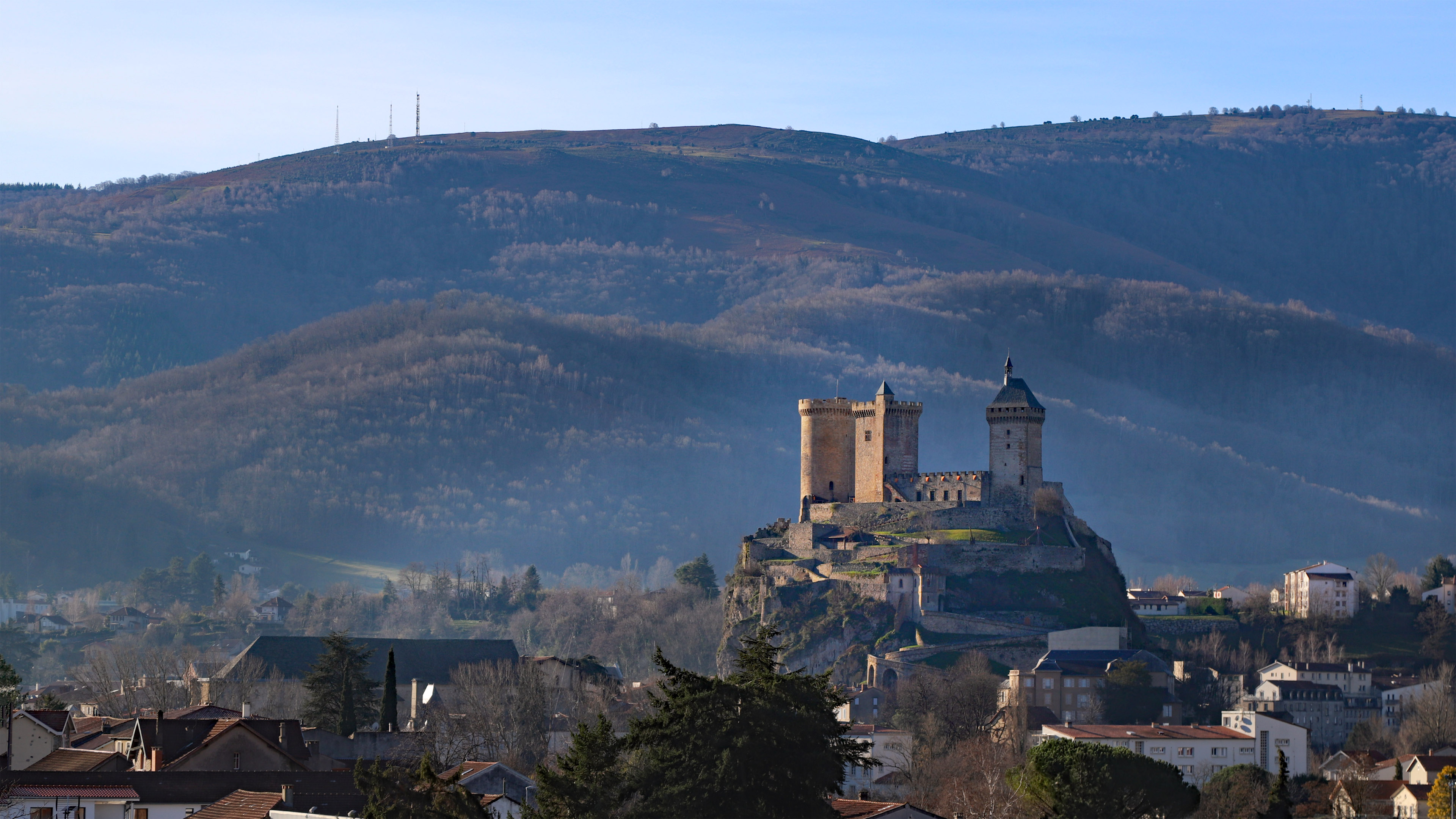
Pla Marty en arrière plan.
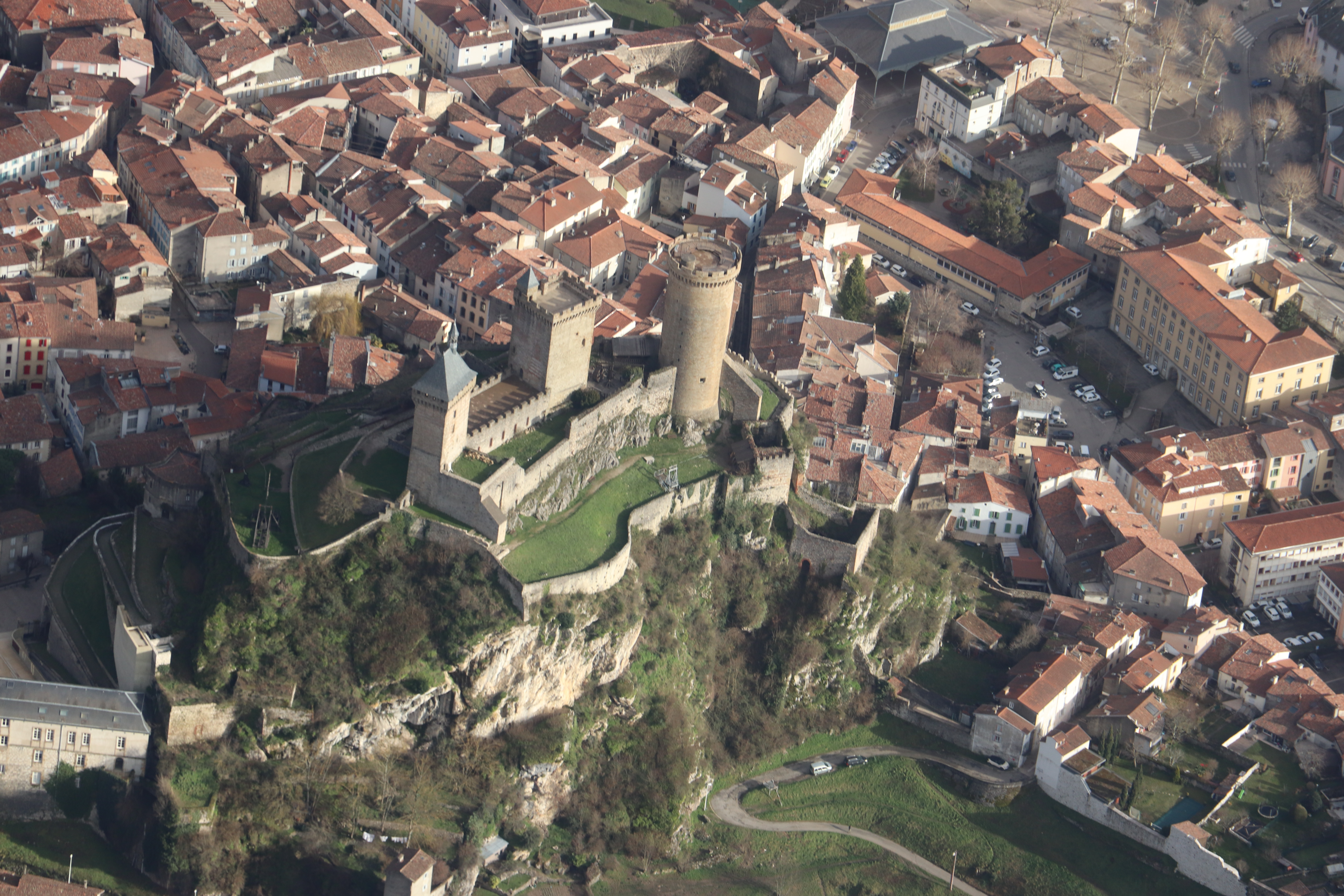
Vue aérienne du château.

## Musée départemental de l’Ariège
Depuis 1930, le château abrite les collections du musée départemental de l’Ariège :
- préhistoire ;
- archéologie gallo-romaine et médiévale ;
- plusieurs salles sont consacrées à l'histoire du comté de Foix, à la construction au Moyen Âge, à l'histoire du château quand il était prison (XVIIIe et XIXe siècles) ;
- armes, sculptures, lit d'Henri IV…

Actuellement, le musée redéploie les collections autour de l’histoire du site du château s’attachant à restituer la vie à Foix au temps des comtes.
Le musée organise des animations et des expositions temporaires.